# Нарышкина, Мария Антоновна
Мария Антоновна Нарышкина, урождённая княжна Святополк-Четвертинская (2 февраля 1779, Варшава — 6 сентября 1854, Штарнбергер-Зе) — фрейлина, жена обер-егермейстера Д. Л. Нарышкина, фаворитка императора Александра I. Сестра князя Б. А. Четвертинского и Жанеты Вышковской.

## Происхождение и замужество
Мария была дочерью польского вельможи западнорусского происхождения Антония Четвертинского, который стоял за сближение Речи Посполитой с Россией, из-за чего был линчеван варшавской толпой в разгар восстания Костюшко. Екатерина II велела вывезти его вдову с детьми в Петербург и взяла на себя устройство их будущего. Мать умерла, когда девочке было 5 лет.
Одарённая от природы замечательно красивою наружностью, в 15 лет Мария была пожалована во фрейлины, а в 1795 году выдана замуж за 31-летнего Дмитрия Нарышкина, одного из богатейших вельмож екатерининской эпохи. Это событие было воспето Державиным в лёгком грациозном стихотворении «Новоселье молодых», где поэт называет их Дафнисом и Дафной. Тот же поэт обратил к Нарышкиной послание «Аспазии».
Зимой Нарышкины жили в своём доме на Фонтанке, а летом на даче Ma Folie в Колтовской слободе у Крестовского перевоза, напротив Крестовского острова. Жили они с чрезвычайной роскошью, очень открыто, принимали у себя весь город и двор, давали блестящие праздники и балы. Красота Марии Антоновны была «до того совершенна», что, по словам не щедрого на похвалы Вигеля, «казалась невозможной, неестественной». Безукоризненность форм она подчёркивала простотой своего наряда; на блестящих балах всегда появлялась скромно одетою, держалась особняком, опустив свои прекрасные глаза.

## Связь с императором
Ослепительная красота и умение держать себя в свете обратили на Марию внимание цесаревича Александра Павловича. Их отношения вылились в подобие второй семьи. Хотя официально бездетный (на момент своей кончины) Александр был женат на Луизе Марии Августе Баденской, фактически в течение 15 лет он жил с Марией Антоновной Нарышкиной и, по слухам, имел с ней нескольких детей, не доживших до зрелого возраста.
Хотя польские патриоты связывали с соотечественницей надежды на возрождение польской государственности, а противники Наполеона при дворе пытались через неё предотвратить заключение Тильзитского мира, Мария Антоновна была равнодушна к государственным делам. Известны, однако, случаи, когда фаворитка доводила до государя просьбы и ходатайства частных лиц. Её старшая сестра Жанетта составила такую же «теневую семью» с младшим братом императора, Константином.
Под конец Мария стала, видимо, тяготиться своим исключительным положением и порождаемыми им кривотолками. Она, как говорит графиня Эдлинг, «сама порвала ту связь, которую не умела ценить». До императора дошли слухи, что Мария обманывала его «то с князем Гагариным, высланным за это за границу, то с генерал-адъютантом графом Адамом Ожаровским, а потом и с множеством других ветреников и волокит». Её единственный сын Эммануил считается рождённым от связи с Гагариным.

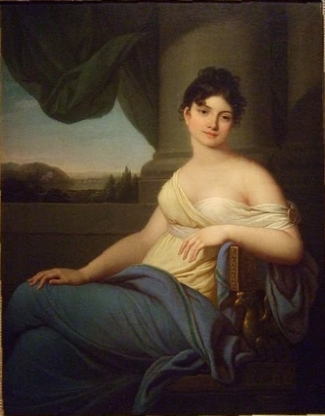
Художник И. Грасси.
Портрет М. Нарышкиной, 1807

## Время странствий
После прекращения любовной связи с императором Мария Антоновна не потеряла его благосклонность, но уехала в 1813 году из России и проживала большей частью в Европе. Её общая с императором  дочь Софья отличалась слабым здоровьем. В 1811 году Мария ездила с ней на юг, где провела лето в Одессе, а осенью того же года объехала Крым. Впоследствии по рекомендации врачей они жили на водах в Швейцарии и Германии, но также наведывались в Париж и   Лондон.
Во время короткого приезда в Петербург в 1818 году Нарышкина устроила брак старшей дочери с сыном министра Д. А. Гурьева. В 1824 году её дочь Софья скончалась в Петербурге, в цвете молодости и красоты, будучи невестой молодого графа Шувалова (причём тот сразу вступил в брак с вдовой Платона Зубова). Смерть эта стала тяжёлым ударом для императора Александра, омрачив последний год его жизни.
В 1835 году М. А. Нарышкина поселилась с мужем в Одессе. С этого времени в её жизни начинает играть заметную роль бывший флигель-адъютант Брозин. По некоторым сведениям, овдовев в 1838 году, Нарышкина вышла замуж за этого генерала, чем вызвала недовольство Николая I. Последние годы своей жизни она провела с Брозиным за границей. В Одессу приезжала лишь изредка. Умерла на Штарнбергском озере и была похоронена в Мюнхене на старом южном кладбище.

## Дети
У Марии Антоновны было шестеро детей, из которых трое скончались в младенческом возрасте, все они официально считались детьми Дмитрия Львовича Нарышкина. Общепринятым является мнение, что отцом  Софьи, Зинаиды и обеих Елизавет  был император Александр I. Однажды Нарышкина "оскорбила" императрицу Елизавету, которая так описала этот случай в письме к матери в Баден: «для такого поступка надо обладать бесстыдством, какого я и вообразить не могла. Это произошло на балу… я говорила с ней, как со всеми прочими, спросила о её здоровье, она пожаловалась на недомогание: «Похоже, я в положении»… Она прекрасно знала, что мне небезызвестно, от кого она могла быть беременна».
- Марина Дмитриевна (1798—11.08.1871), по сообщениям современников, её единственную Нарышкин считал своим ребёнком; в замужестве за графом Н. Д. Гурьевым (1792—1849).
- Елизавета Дмитриевна (05.05.1802[5]—28.12.1803[6]), крещена 5 мая 1802 при восприемстве императрицы Елизаветы Алексеевны и цесаревича Константина Павловича; похоронена близ Благовещенской церкви Александро-Невской Лавры.
- Елена Дмитриевна (01.11.1803[7]—29.08.1804[8]), крещена 4 ноября 1803 года при восприемстве цесаревича Константина Павловича и сестры Марины.
- Софья Дмитриевна (01.10.1805—18.06.1824).
- Аглаида Дмитриевна (19.12.1807[9]—18.06.1810), крещена 26 января 1808 года при восприемстве  А. Л. Нарышкина.
- Эммануил Дмитриевич (30.07.1813—31.12.1901), обер-камергер.

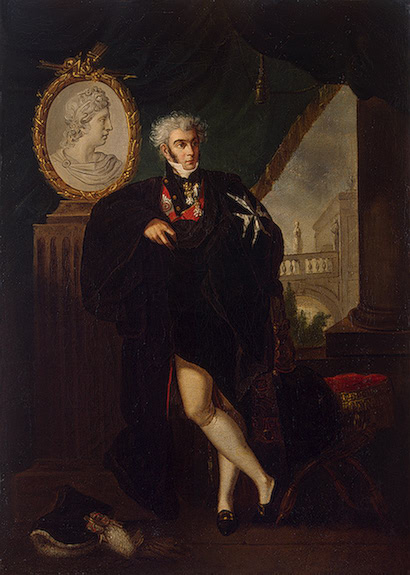
Дмитрий Львович, муж
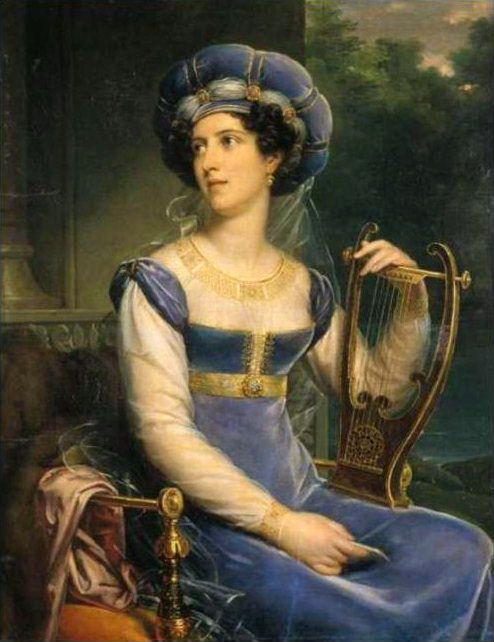
Марина Дмитриевна, дочь
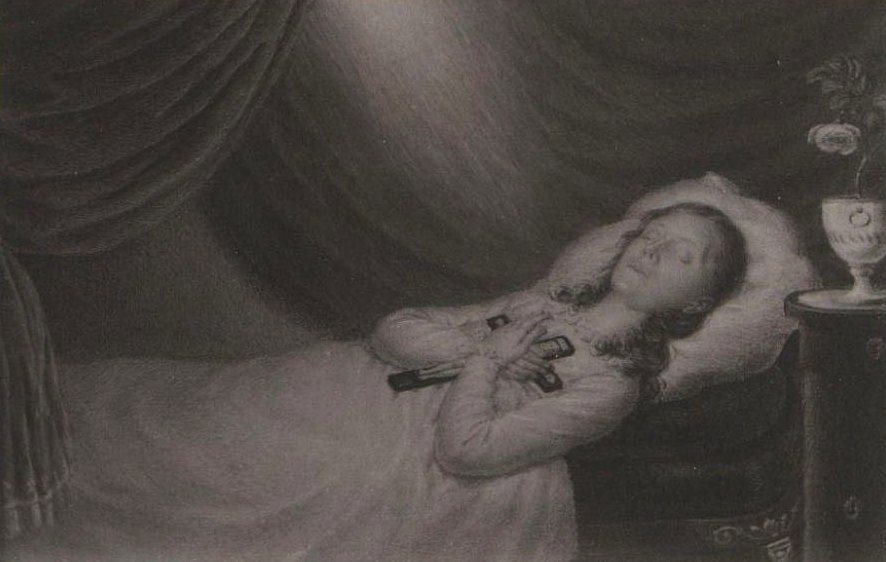
Софья Дмитриевна, дочь на смертном одре
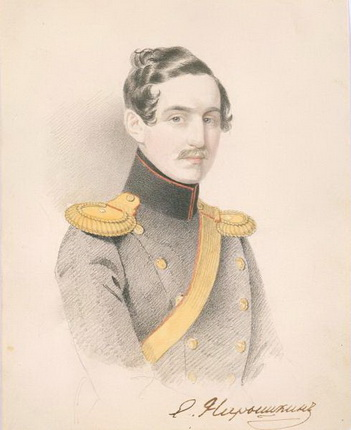
Эммануил Дмитриевич, сын